# Nautilus (Schiff, 1907)
Die zweite Nautilus war ein Minenkreuzer der deutschen Kaiserlichen Marine und Typschiff der Nautilus-Klasse. Das Schwesterschiff war die Albatross.

## Bau und technische Daten
Das Schiff wurde von 1905 bis 1907 bei der AG Weser in Bremen gebaut. Die Baukosten beliefen sich auf etwa 2,8 Millionen Mark. Der Stapellauf fand am 28. April 1906 statt, die Indienststellung am 19. März 1907.
In den Jahren 1909/1910 erfolgte ein Umbau, bei dem ein 2,7 m langer Hecküberhang geschaffen wurde. Dadurch wurde die Gesamtlänge des Schiffes auf 100,9 Meter gesteigert. Die Breite belief sich auf 11,2 Meter und der Tiefgang betrug 4,42 bzw. mit maximaler Zuladung 4,54 Meter. Die Wasserverdrängung erreichte unbeladen 1975 und mit Zuladung 2345 Tonnen. Die beiden Verbunddampfmaschinen mit dreifacher Dampfdehnung wurden von vier Marinekesseln mit insgesamt acht Feuern mit Dampf unter 1,6 MPa Dampfdruck versorgt. Zusammen leisteten sie 6.000 PS (4.416 kW); bei Volllast konnte eine Leistung von 6.638 PS (4.886 kW) erzielt werden. Mit seinen zwei Schrauben von jeweils 3,2 Metern Durchmesser konnte das Schiff eine Höchstgeschwindigkeit von 20,8 kn (≈ 38,63 km/h) erreichen. Mit einem Kohlevorrat von bis zu 490 Tonnen hatte das Schiff eine Reichweite von 3.530 sm bei 9 kn Marschgeschwindigkeit. Die Nautilus war mit acht 8,8-cm-Schnellfeuerkanonen bewaffnet und konnte bis zu 391 Seeminen mitführen; 1918 wurden zusätzlich vier 2-cm-Flak eingebaut. Die Besatzung bestand aus zehn Offizieren und 191 Mannschaften.

## Geschichte
Nach seiner Indienststellung diente das Schiff als Minenschulschiff. Im Ersten Weltkrieg wurde es als Minenleger und Küstenschutzschiff eingesetzt. Am 21. März 1919 wurde die Nautilus aus der Liste der aktiven Schiffe gestrichen. Ab 1921 diente das Schiff noch als Lagerschiff und Hulk. Schließlich wurde es am 18. August 1928 für 180.000 Mark nach Kopenhagen verkauft, um dort verschrottet zu werden.

## Kommandanten
| 19. März 1907 bis 26. Oktober 1908 | Korvettenkapitän Karl Wedding                      |
| 15. Januar 1910 bis April 1911     | Korvettenkapitän Wilhelm Adelung                   |
| April bis September 1911           | Kapitänleutnant Hermann Tholens                    |
| 30. September bis 7. Dezember 1911 | Kapitänleutnant Kurt Aßmann                        |
| Dezember 1911 bis August 1912      | Kapitänleutnant Reinhold Gadow                     |
| August bis 30. Oktober 1912        | Korvettenkapitän Wilhelm von Hippel                |
| 5. Juni 1914 bis April 1916        | Fregattenkapitän Wilhelm Schultz                   |
| April 1916 bis März 1917           | Korvettenkapitän Ludwig Kaulhausen                 |
| März 1917 bis 10. Dezember 1918    | Korvettenkapitän / Fregattenkapitän Franz Pfeiffer |